# Chailly-lès-Ennery
Chailly-lès-Ennery es una comuna francesa situada en el departamento de Mosela, en la región de Gran Este.

## Demografía
| 171 | 197 | 211 | 230 | 254 | 272 | 415 |
| Para los censos de 1962 a 1999 la población legal corresponde a la población sin duplicidades (Fuente: INSEE [Consultar]) |     |     |     |     |     |     |